# チアリシン
チアリシン（英語: thialysine）または、S-アミノエチル-l-システイン、アミノ酸であるリシンの毒性アナログで、アミノ酸の側鎖の2番炭素原子が硫黄原子に置換した構造を持つ。